# Oakhurst (Texas)
Pour les articles homonymes, voir Oakhurst.
Oakhurst est une census-designated place située dans le comté de San Jacinto, dans l’État du Texas, aux États-Unis. Sa population s’élevait à 233 habitants lors du recensement de 2010.